# Gnaphaloryx opacus
Gnaphaloryx opacus es una especie de coleóptero de la familia Lucanidae.

## Distribución geográfica
Habita en Asia.